# ダン三連祭壇画
『ダン三連祭壇画』（ダンさんれんさいだんが、英: The Donne Tryptich）は、初期フランドル派の画家ハンス・メムリンクがオーク板に油彩で描いた三連祭壇画である。5点のパネルから成り立っており、それらは、中央の内側パネル (縦71センチ、横70センチ) と、外側と内側の両翼パネル (縦71センチ、横30センチ) である。軍人、宮廷人、外交官ジョン・ダン卿のためにおそらく1470-1480年頃に制作され、ダン卿と彼の妻、娘の肖像を含んでいる。作品は、それぞれのパネルが本来の額縁に収められた状態でロンドン・ナショナル・ギャラリーに所蔵されている。

## 作品
ダン卿がいつ本作を委嘱したかは不明である。美術史家たちは、ニューヨークのメトロポリタン美術館にある『聖カタリナの神秘の結婚』と同じ頃の1480年代初めに描かれたのかどうかを議論してきた。『聖ヨハネ祭壇画』が制作された1470年代のある早い時期に描かれた可能性もある。あるいは、『聖ヨハネ祭壇画』に先立って描かれたのかもしれない。所蔵元のナショナル・ギャラリーでは、本作の制作年を1478年頃としている。
寄進者であるキッドウェリー (Kidwelly) のダン卿は、ピカルディー生まれのウェールズ人で、ヨーク朝の外交官であり、少なくとも1度、1468年にブルゴーニュ公シャルルとマーガレット・オブ・ヨークの結婚式に参列するためにブルッヘを訪れており、この時に本作を委嘱したのであろう。あるいは、ダン卿はのちにブルッヘ近郊のヘントを訪れた際、作品を委嘱したのかもしれない。本作がいつ制作されたか不明であるように、ダン卿がいつメムリンクの知己を得たのかは不明である。
中央パネルでは、ダン卿が聖母マリアの右側に跪いており、聖母の膝の上の幼児イエス・キリストが彼を祝福している。ダン卿の名前ジョン（ジョンは「ヨハネ」の英語形）の聖人2人、すなわち洗礼者聖ヨハネ（神の子羊を抱いている）と福音記者ヨハネが左右両翼パネルに描かれている。聖母の左側、すなわち下座にあたる位置には、ダン卿の妻エリザベスと長女のアンが跪いている。ダン卿と夫人は、金色のバラと太陽を連ねたヨーク家支持者の首飾りを着け、首飾りにはイングランド王エドワード4世の「マーチのライオン」のペンダントが下がっている。この「マーチのライオン」は、エドワード4世のおかげで名声を得、出世したダン卿の紋章に使用されており、その紋章は中央パネルにある聖母の玉座両脇の柱頭部と、右翼パネルのステンド・グラスに見ることができる。
聖女たちは、ダン卿を聖母に取り次いでいるのが聖カタリナ、夫人の背後に立っているのが聖バルバラである。カタリナのアトリビュートである車輪とバルバラのアトリビュートである塔は、背後の風景の中に実際にあるものとして巧みに描かれている。左右両翼パネルの外側には、聖クリストフォロスと大修道院長聖アントニウスが壁龕の中の石柱のようにグリザイユで描かれている。
水車小屋の前では粉屋がロバに小麦粉を積んでいるのが見える。天使たちが音楽を奏で、1人は幼児キリスト（母の本のページをくしゃくしゃにしている）に果物を差し出してあやしているが、これらのモティーフはメムリンク工房の作品にしばしば登場する。建築は半ばはネーデルラントの民家風、半ばはイタリアの宮殿風で、敬虔さと晴れやかさを同時に感じさせるものとなっている。